# Adam Laxalt
Adam Paul Laxalt (* 31. srpna 1978 Reno, Nevada) je americký advokát a politik. V politice reprezentuje Republikánskou stranu, za kterou byl v letech 2015–2019 generálním prokurátorem Nevady.

## Život
Vyrůstal jen s matkou, dcerou Paula Laxalta, který byl v letech 1967–1971 guvernérem Nevady a v letech 1974–1987 senátorem federálního Senátu za Nevadu. Až v roce 2013 bylo veřejně oznámeno, že jeho otcem je Laxaltův senátorský kolega Pete Domenici, který byl v letech 1973–2009 federálním senátorem za Nové Mexiko.
Vystudoval Georgetownskou univerzitu ve Washingtonu, kde nejprve získal v roce 2001 titul bakaláře a následně v roce 2005 titul doktora práv. Pak byl nejprve asistentem Johna Boltona a pak asistentem virginského federálního senátora Johna Warnera. Pak pracoval v právní firmě Lewis Roca Rothgerber Christie.
V roce 2014 úspěšně kandidoval na generálního prokurátora Nevady, demokratického kandidáta Rosse Millera porazil 46,2 % proti 45,3 %. Během svého funkčního období kandidoval v roce 2018 na guvernéra Nevady, ale porazil jej kandidát demokratů Steve Sisolak 49,39 % proti 45,31 %.
Po konci mandátu generálního prokurátora se Adam Laxalt věnoval prezidentským volbám v roce 2020, pro které byl jedním z nevadských spolupředsedů volební kampaně Donalda Trumpa. Poté, co Donald Trump volbu prohrál, patřil k těm, kdo zpochybňovali její regulérnost.
Pro volby do Senátu Spojených států amerických v roce 2022 byl kandidátem na senátora za Nevadu.